# 駐日セルビア大使館
駐日セルビア大使館（セルビア語: Амбасада Србије у Јапану / Ambasada Srbije u Japanu、英語: Embassy of Serbia in Japan）は、セルビアが日本の首都東京に設置している大使館である。

## 沿革
1882年、大日本帝国とセルビア王国は外交関係を樹立。